# ロック＝エギネール＝サン＝テゴネック
ロック＝エギネール＝サン＝テゴネックまたはロケギネール＝サン＝テゴネック （Loc-Eguiner-Saint-Thégonnec、ブルトン語:Logeginer-Sant-Tegoneg）は、フランス、ブルターニュ地域圏、フィニステール県のかつてのコミューン。

## 地理

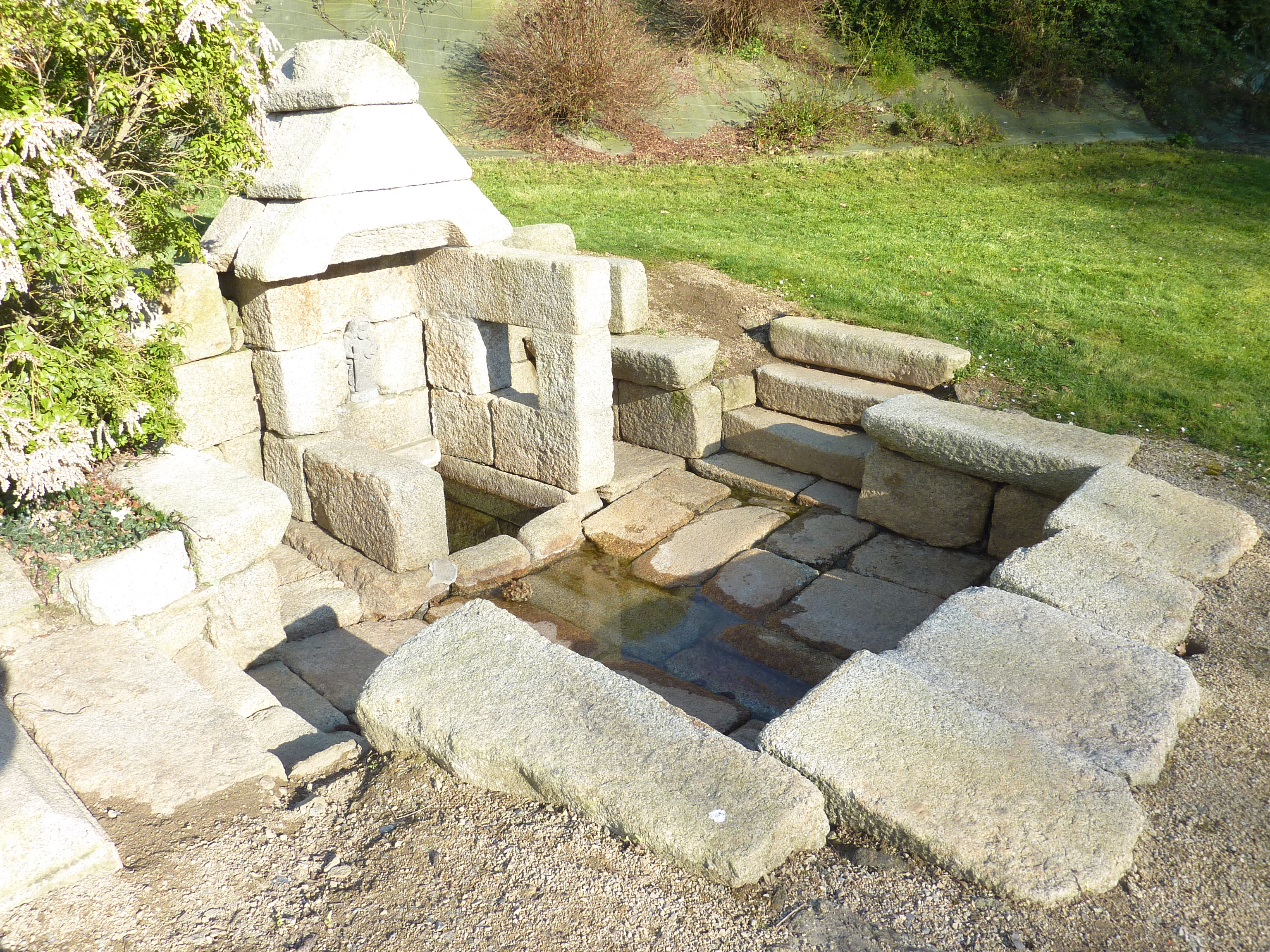
聖エギネールの泉

ロック＝エギネール＝サン＝テゴネックは、同じ県内のプルディリ郡にあるロック＝エギネールと混同してはならない。コミューンの長であるフランソワーズ・ラウーは、2010年にこう述べている。『小さな村ロック＝エギネール＝サン＝テゴネックは、サン＝テゴネックとロック＝エギネールというコミューンの名前との類似に悩まされている。手紙は届かず誤ったコミューンに郵送される。観光客は行き先を間違える。少なくとも週に二度ある。』
沿岸河川のペンゼ川に囲まれている。これは隣のコミューン、サン・ソヴールとの境界になっている。村は標高約110mの位置にある。

## 歴史と由来

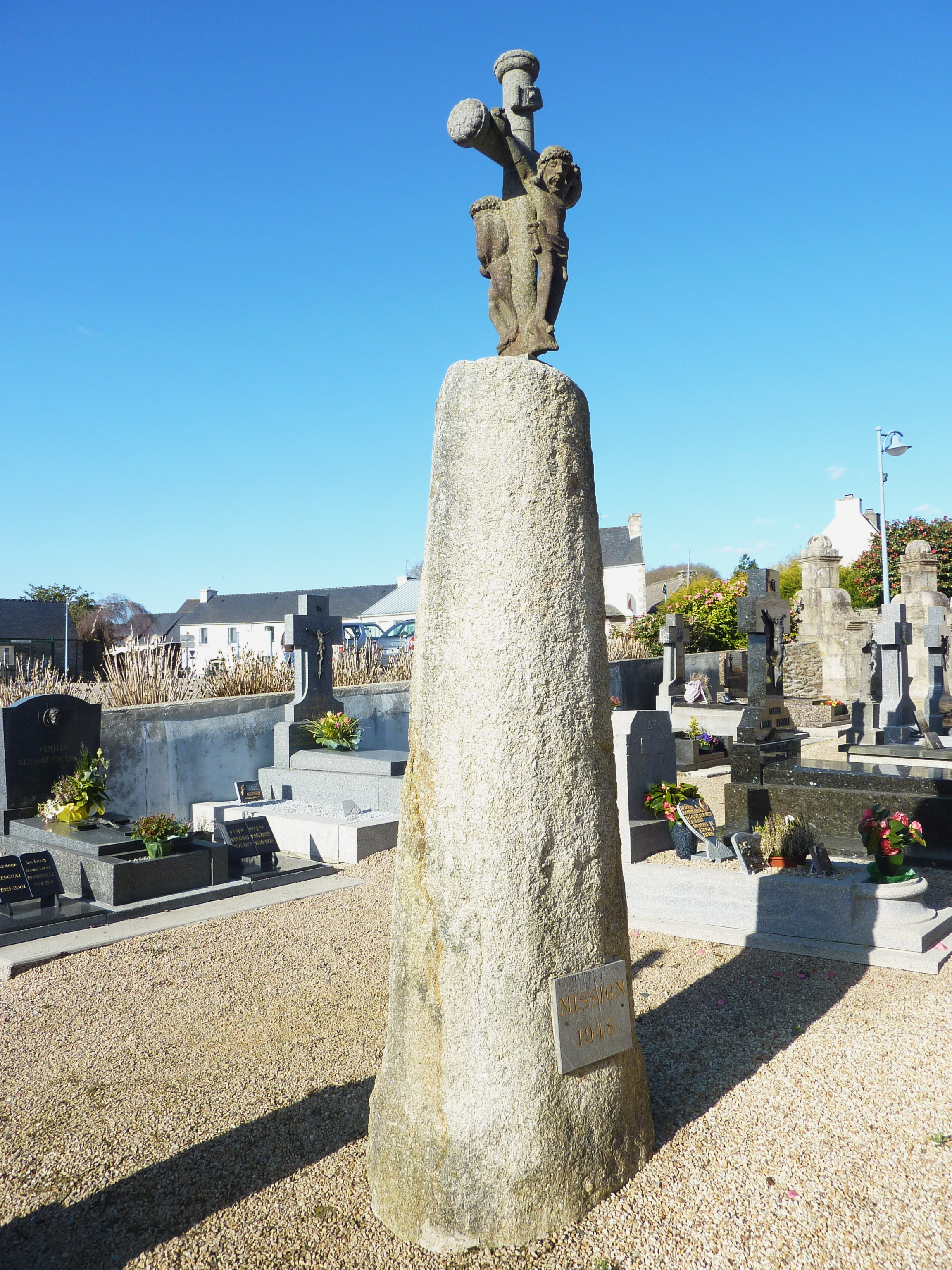
教会の庭に残る鉄器時代の石碑。キリスト教伝来後は、キリスト磔像が付け足されマイルストーンとなった

コミューン名は、ブルトン語のlok（専用の場所を意味する）、聖エギネール（fr:Saint Éguiner、5世紀にアイルランドからブルターニュへ伝道のため、石の船で渡ったとされる聖人）に由来する。
ロック＝エギネール＝サン＝テゴネックは、古代からブルターニュ内陸部を横断する通路の場所であった。鉄器時代からの石碑があり、ローマ時代にはウォルギウム（現在のプルゲール）からトレンテ（現在のランデダ）間のローマ街道に沿ってマイルストーンに置き換えられた（ローマ時代のタイル装飾された部分が見つかっている）。中世の間にキリスト教が布教し、狭い教会囲い地の中に村があった。最初に名前が登場するのは1652年である。
10世紀から13世紀の間に、封建時代のモットが、村に近接した堀の掘られた所に築かれた。高さは120m、円周は12mであった。ローマ時代からある道を引き継いだ、ペンゼ川を渡る道を監視するためのものだった。
長い間、ロック＝エギネール＝サン＝テゴネックは、プルネウール・メネズ教区の小教区で、コミューン名と同じ聖エギネールだけでなく聖ジャン・バティストに献堂された教会を持っていた。村からそれほど遠くないラ・フイエに、エルサレムの聖ヨハネ騎士団のコマンドリーが存在していたからである。
村は、1955年5月25日より、現在のロック＝エギネール＝サン＝テゴネックが正式名称となった。
2016年1月1日、サン＝テゴネックと合併し、新たにサン＝テゴネック・ロック＝エギネールとなった。

## 経済
16世紀から17世紀、プルネウール・メネズにおいてアマと麻による織物製造が非常に発展した。これはルレック修道院に近かったことが一因である。聖職者たちはこのような経済活動の発展を奨励し、のちにロック＝エギネール＝サン＝テゴネックとなる教区を含む一部から、julod（織物製造や皮革製造を行う裕福な農民）という社会的階層の出現を促した。

## 人口統計
| 1962年 | 1968年 | 1975年 | 1982年 | 1990年 | 1999年 | 2006年 | 2010年 |
| ------ | ------ | ------ | ------ | ------ | ------ | ------ | ------ |
| 418    | 381    | 366    | 332    | 319    | 336    | 325    | 320    |

参照元:1999年までEHESS、2000年以降INSEE